# Euphorbia artifolia
Euphorbia artifolia är en törelväxtart som beskrevs av Nicholas Edward Brown. Euphorbia artifolia ingår i släktet törlar, och familjen törelväxter. Inga underarter finns listade i Catalogue of Life.